# Jorge Luis del Hierro
Jorge Luis del Hierro (Guayaquil, 19 de junio de 1981) es un cantante, compositor y actor ecuatoriano.

## Biografía
Nació el 19 de junio de 1981 en Guayaquil, Ecuador. Desde temprana edad comenzó a cantar en el coro de su iglesia hasta que, a los 15 años, decidió crear una banda de música cristiana llamada Freedom. Tras hacer teatro para niños, en el 2004, Del Hierro incursionó en la televisión ecuatoriana siendo presentador del programa educativo "Aprendamos", perteneciente a la Municipalidad de Guayaquil.
Del Hierro participó en el concurso Revelación 2004, siendo ganador del mismo. Después conoció a Jorge Luis Bohórquez, fundador de la disquera Borkis Entertainment, el cual se convirtió en su productor para su primer trabajo discográfico. En febrero del 2005, Del Hierro lanza su primera canción llamado "Prisionero", el cual se convierte en un éxito en las radios del país.
Ese mismo año, Del Hierro lanza su álbum debut titulado "Prisionero" con 12 temas musicales junto a Borkis Entertainment. De su álbum, las canciones "Dime quién Pierde", "Tú Me Vas Sanando" (de corte cristiano), "Chiquitita" (cover en español del grupo ABBA), "Voy Dibujando" y "Devuélveme a Ella" se convirtieron el canciones exitosas en varias estaciones de radio del Ecuador, mientras que su álbum alcanzó las 2500 ventas dentro del territorio nacional. Para la promoción de su álbum debut, se embarcó en un tour denominado "Tour Prisionero", el cual recorrió varios puntos del país. Esto le valió para ser imagen promocional de las empresas Papelesa y Claro.
Compartió escenario con artistas latinoamericanos como Alberto Plaza, Alejandro Lerner, Marc Anthony, Luis Fonsi y Carlos Vives. También participó en el IV Festival de la Canción de La Serena en Chile, siendo una de sus primeras presentaciones a nivel internacional, presentándose junto a estrellas como Lucero, Jon Secada, Illapu, entre otros.
En el 2007, Del Hierro promocionó su canción llamada "Tiempo", así como una reedición de su primer álbum, con algunos temas nuevos, además de nuevos videos musicales grabados en Colombia y Perú. En el 2008, Del Hierro realizó sus primeras presentaciones en Estados Unidos, producto de la promoción del artista a nivel internacional. Después de esto, se retiró brevemente de los escenarios, mientras preparaba su nuevo trabajo discográfico.
En junio del 2009, Del Hierro vuelve a los escenarios con su nueva canción denominada “No Lo Cambio por Nada”. En el 2010, presenta su nuevo sencillo denominado “María Puñales”. En el 2011, presenta su canción denominada "Color Sabor Sistema".
En el 2012, Del Hierro participa en un álbum navideño llamado "Alégrate es Navidad" en conjunto con artistas como Daniel Betancourth, Los Intrépidos y Maykel Cedeño.
En abril de 2015 forma parte del jurado de la edición ecuatoriana de la franquicia Factor X Kids, transmitido por Ecuavisa y compartiendo asiento junto a Maykel Cedeño y Pamela Cortés.
En el 2017, Del Hierro vuelve a lanzar una canción llamada "Te Amo Para Siempre" junto a la cantante venezolana Vica. En el 2019, Del Hierro lanza una canción llamada "Al Mundo Paz" en conjunto con los artistas ecuatorianos Vivianna y Sergio Vivar.

## Vida personal
Del Hierro es cristiano evangélico, además de ser portavoz de campañas a favor de la niñez y en contra de la violencia y del bullying. Fuera del ámbito artístico, desde el 2006, Del Hierro emprendió en algunos negocios, en los que se destaca: una empresa de turismo que lleva su nombre, un parque de diversiones llamado Revolution Kids y su productora llamada JLH Music.
En marzo del 2009, fue sometido quirúrgicamente por una afección en la garganta que le impedía cantar con normalidad.
En el 2010, Del Hierro se casó con María Fernanda López, con quien ya tenían varios años de relación. Actualmente tiene tres hijas, además de un embarazo que terminó en aborto natural en el 2011.

## Logros
- Graba su primer tema inédito a los 17 años, en la banda de rock "Freedom"
- Gana el premio Revelación 2004.
- Todos los sencillos de su primer CD: Prisionero pop, Dime quien pierde, Tu me vas sanando y Chiquitita, llegaron a ser número uno en todas las radios del país. Con “Prisionero”, batiendo varios récords de semanas en el puesto número uno y como canción del año en numerosas radios de todo el Ecuador.
- Más de 180 conciertos en el “Tour Prisionero” , uno de los más extensos en la historia de un artista nacional, con un recorrido por todo el Ecuador que llevó a Jorge Luis a abrir los conciertos y relacionarse con artistas como Alberto Plaza, Alejandro Lerner, Marc Anthony, Luis Fonsi y Carlos Vives, en los principales coliseos y estadios del país.
- Sus dos giras, Tour Prisionero y Tour Tiempo, con más 300 conciertos, marcaron todo un récord en presentaciones a lo largo y ancho de todo el país.
- A su haber encontramos dos discos, el primero “Prisionero Singles” y el segundo titulado “Jorge Luis Del Hierro”, un álbum doble con DVD, que suman aproximadamente 15.000 unidades vendidas; dos discos de platino y uno de uno de oro.
- Más de 7000 copias en la gira de firmas de autógrafos realizada por los principales centros comerciales del país, lo hacen merecedor de su segundo disco de oro en el Ecuador.
- Premio Mejor Cantante Ecuatoriano (diciembre de 2009 - Quito: Radio Joya Stereo)
- Premio Artista del Año (enero de 2010 - Quito). Michelle Pozo

## Discografía

### Álbumes
- 2005: Prisionero
- 2007: Jorge Luis del Hierro

### Sencillos
- Prisionero
- Dime Quien Pierde
- Tu Me Vas Sanando
- Chiquitita
- Tiempo
- No Lo Cambio por Nada
- María Puñales
- Color Sabor Sistema
- Te Amo Para Siempre
- Al Mundo Paz

## Premios y nominaciones

### Premios TC a la música
| Año  | Categoría                | Resultado |
| ---- | ------------------------ | --------- |
| 2019 | Mejor cantante romántico | Ganador   |